# Shilpa Rao
Shilpa Rao, nata Apeksha Rao (Jamshedpur, 11 aprile 1984), è una cantante indiana.
Dal 2007 è attiva come cantante in playback per le colonne sonore del cinema indiano.

## Filmografia parziale
Cantante in playback
- Anwar (2007)
- Bachna Ae Haseeno (2008)
- Paa (2009)
- Dev.D (2009)
- English Vinglish (2012)
- Jab Tak Hai Jaan (2012)
- Dhoom 3 (2013)
- Bang Bang! (2014)
- Coke Studio Pakistan (2016)
- Ae Dil Hai Mushkil (2016)
- War (2019)

## Premi e riconoscimenti
- Filmfare Awards
  - 2020: "Best Female Playback Singer" (Ghungroo da War)
- Screen Awards
  - 2009: "Best Female Playback Singer" (Khuda Jaane da Bachna Ae Haseeno)
- Global Indian Music Academy Awards
  - 2014: "Best Music Debut" (Dum Dum da Coke Studio 2)
- Indian Television Academy Awards
  - 2011: "Best Singer" (Bekaboo da Navya..Naye Dhadkan Naye Sawaal)